# Campeonato Mundial de Tiro de 1902
El VI Campeonato Mundial de Tiro se celebró en Roma (Italia) en el año 1902 bajo la organización de la Federación Internacional de Tiro Deportivo (ISSF) y la Federación Italiana de Tiro.

## Resultados

### Masculino
| Evento                             | Oro                                  | Plata                           | Bronce                            |
| ---------------------------------- | ------------------------------------ | ------------------------------- | --------------------------------- |
| Rifle 3 posiciones 300 m           | Emil Kellenberger · Suiza · 941 pts. | Attilio Conti Italia 929 pts.   | Konrad Stäheli · Suiza · 913 pts. |
| Rifle 3 posiciones 300 m (equipos) | Suiza · 4484                         | Italia 4318                     | Francia 4285                      |
| Rifle en pos. tendida 300 m        | Attilio Conti Italia 321             | Daniele Bonicelli Italia 318    | Auguste Cavadini Francia 316      |
| Rifle en pos. de rodillas 300 m    | Konrad Stäheli · Suiza · 350         | Emil Kellenberger · Suiza · 335 | Gian Galeazzo Cantoni Italia 324  |
| Rifle en pos. de pie 300 m         | Emil Kellenberger · Suiza · 300      | Hans Lechner Alemania 296       | Raphaël Py Francia 295            |
| Pistola 50 m                       | Karl Hess · Suiza · 470              | Konrad Stäheli · Suiza · 468    | Raphaël Py Francia 464            |
| Pistola 50 m (equipos)             | Suiza · 2187                         | Italia 2140                     | Francia 2131                      |

## Medallero
| Núm. | País     | Oro | Plata | Bronce | Total |
| ---- | -------- | --- | ----- | ------ | ----- |
| 1    | Suiza    | 6   | 2     | 1      | 9     |
| 2    | Italia   | 1   | 4     | 1      | 6     |
| 3    | Alemania | 0   | 1     | 0      | 1     |
| 4    | Francia  | 0   | 0     | 5      | 5     |
|      | TOTAL    | 7   | 7     | 7      | 21    |